# Länsväg 271
Länsväg 271 är en 11 km lång länsväg i Stockholms län.
Den går mellan trafikplats Västertorp på E4/E20 och trafikplats Trångsund på Riksväg 73. Den följer Älvsjövägen mellan trafikplats Västertorp och Johan Skyttes väg, sedan Magelungsvägen resten av sträckan. Vägen går nästan hela sträckan i Stockholms kommun, dock är trafikplats Trångsund i Huddinge kommun. Vägen utgör en viktig tvärlänk i södra Stockholms kommun då den binder ihop östra och västra Söderort.

## Vägstandard
Vägstandarden längsmed länsväg 271 är varierande. Vid dess början utgör länsväg 271 genom Älvsjövägen en bred lokalgata och huvudled. Vid Älvsjö centrum övergår vägen i Magelungsvägen. Här korsar Västra stambanan och Nynäsbanan länsväg 271 på en bred viadukt. Sedan fortsätter länsväg 271, Magelungsvägen som en bred fyrfältsväg på en lång viadukt i utkanten av Stockholmsmässans område, över bland annat länsväg 226 (Huddingevägen). Skyltad hastighet är där 70 km/h. Fyrfältsvägen fortsätter parallellt med Nynäsbanan i Magelungsåns dalgång mellan Hagsätra, Örby och Högdalen. Vid Rågsved korsar tunnelbanans Gröna Linje tillsammans med Rågsvedsvägen, Magelungsvägen på en viadukt. Direkt öster om tunnelbanan ligger Högdalens skatepark.
Vid Högdalens industriområde övergår länsväg 271 återigen till landsväg med lokalgatsprägel och den skyltade hastigheten är återigen 50 km/h. Nynäsbanan korsas på en viadukt i närheten av Högdalstoppen och vägen fortsätter sedan in i Fagersjös norra utkanter, nu åter med 70 km/h som skyltad hastighet. Mellan Fagersjö och Farsta utgörs länsväg 271 av en vanlig landsväg, fortfarande parallellt med Nynäsbanan. Vid Farsta IP är hastigheten återigen 50 km/h och vägen är lokalgata. Länsväg 271 fortsätter rakt österut igenom "Farstarondellen" ned mot Farsta strand. Ågesta Broväg och Larsbodavägen korsas och Farsta strand tar vid. Tunnelbanans Gröna linje mot Farsta strand korsas på en viadukt. Vägen blir nu återigen en bred fyrfältsväg med separerade körbanor och 70 km/h som skyltad hastighet. Kommungränsen till Huddinge kommun korsas och strax därefter korsas Riksväg 73 (Nynäsvägen) vid trafikplats Trångsund. Länsväg 271 upphör sedan i Trångsund, fortfarande parallellt med Nynäsbanan. Vägen fortsätter sedan mot Haninge som en del av gamla Nynäsvägen.

## Trafikplatser och anslutningar

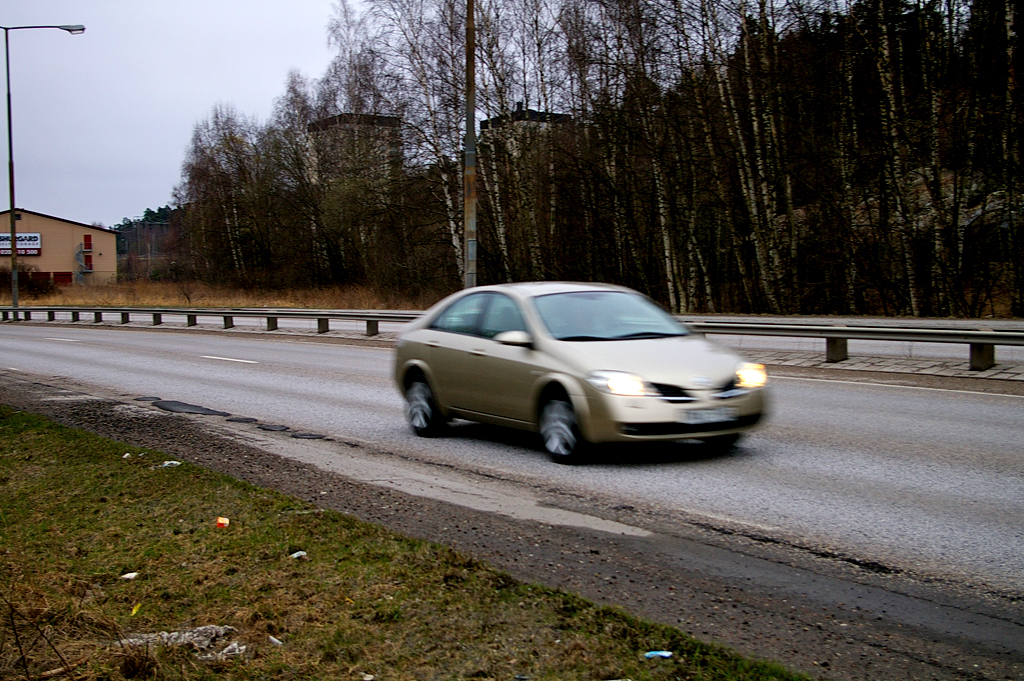
Magelungsvägen, länsväg 271 vid Högdalen april 2007.

|  | Nr  | Namn                                     | Skyltning                         |
|  | --- | ---------------------------------------- | --------------------------------- |
|  | 153 | Trafikplats Västertorp                   | E4/E20, Fruängen, Västertorp      |
|  |     | Kontrollvägen                            | Västberga                         |
|  |     | Juvelerarvägen                           | Hökmossen, Telefonplan            |
|  |     | Götalandsvägen                           | Älvsjö, Långsjö                   |
|  |     | Gamla Älvsjörondellen                    | Älvsjö station                    |
|  |     | Trafikplats Mässkopplet                  | Stockholmsmässan                  |
|  |     | Trafikplats Älvsjö                       | Länsväg 226 (Huddingevägen), Örby |
|  |     | Rågsvedsvägen                            | Rågsved, Högdalen                 |
|  |     | Trollesundsvägen                         | Högdalens industriområde          |
|  |     | Havsörnsvägen                            | Fagersjö                          |
|  |     | Nykroppagatan                            | Farsta                            |
|  |     | Farstarondellen                          | Farsta Centrum                    |
|  |     | Ågesta Broväg                            | Huddinge, Larsboda                |
|  |     | Ullerudsbacken                           | Farsta strand                     |
|  |     | Mårbackagatan                            | Larsboda industriområde           |
|  |     | Perstorpsvägen                           | Sköndal                           |
|  |     | Trångsundsrondellen. Länsväg 271 upphör. | Gamla Nynäsvägen                  |